# نبات داغ (فیلم)
نبات داغ (فیلم) فیلمی به کارگردانی محمدعلی آهنگر و نویسندگی هاشم عطار، محمدعلی آهنگر ساختهٔ سال ۱۳۸۱ است.

## بازیگران
- پروین نصیرن وطن
- ابوالفضل موسوی
- جلال حدپورسراج
- ابراهیم هدایی
- غلامحسین محسنی